# Pometa de Vilagrassa
La pometa de Vilagrassa és una varietat de tomàquet (Lycopersicon esculentum) pròpia de l'àrea de Vilagrassa.

## Característiques
- Plantes molt altes.
- Influorescències col·locades en forma de raïm.
- Fulles petites.
- Fullatge dens.
- Poques llavors per fruit.
- Fuit immadur és verd clar i té una esquena amb solcs i de verd més fosc.
- Fruit madur té un color roig prenetrant, d'uns 6,9 centímetres de diàmetre[3] que pesamenys de 150 grams i té una forma arrodonida.[4]

## Conreu
Creix amb molta precocitat. La floració també és precoç però de forma esglaonada dintre del raïm de flors. El fruit és primerenc. Cada tomaquera genera uns tres quarts de quilo de tomàquets sans.